# Fundação Municipal de São João del-Rei
A Fundação Municipal de São João del-Rei foi uma das instituições formadoras da Universidade Federal de São João del-Rei em 1986. Foi criada em 1970 e iniciou suas atividades em 1972. Era mantenedora da Faculdade de Ciências Econômicas, Administrativas e Contábeis – FACEAC e da Faculdade de Engenharia Industrial – FAEIN.

## História
No início do segundo semestre de 1970, Milton Viegas, então prefeito de São João del-Rei, recebeu em seu gabinete a visita do Frei Erardo Van Veen – OFM que viera comunicar que o Ginásio Santo Antônio havia sido transferido para Belo Horizonte e que deixaria de funcionar na cidade definitivamente no ano seguinte. O motivo de sua visita foi a doação dos terrenos e dos imóveis do Ginásio à Prefeitura de São João del-Rei, com a condição de esta arcar com as indenizações trabalhistas aos professores e empregados do Ginásio. Essas indenizações totalizavam cerca de Cr$300.000,00, quantia que a Prefeitura não dispunha. 
O então Prefeito buscou articulação com Tancredo Neves, que atuou junto ao então Governador Israel Pinheiro. Dois dias depois, Tancredo retornou telefonema ao Prefeito  informando ter obtido os recursos necessários junto ao Estado. Houve necessidade dos trâmites legais, com a doação feita ao Estado de Minas Gerais pelos franciscanos de uma área de 41.690 m2 de terreno, aproximadamente, e as benfeitorias onde funcionavam o antigo Ginásio, transação efetivada no dia 10 de março de 1970. 
A escritura em nome do Governo Estadual foi transferida para a Prefeitura de São João del-Rei, conforme Lei Estadual n° 5.694, de 1° de junho de 1971, quando já era governador Rondon Pacheco, sucessor de Israel Pinheiro. Milton Viegas, com a garantia que o prédio seria repassado ao município, encaminhou à Câmara Municipal Projeto de Lei instituindo a Fundação Universitária Municipal de São João del-Rei, criada pela Lei nº. 1177, de 6 de outubro de 1970 e regulamentada pelo Decreto nº. 611, de 15 de outubro de 1970. Esta lei criava, inicialmente, quatro faculdades a saber: Medicina, Direito, Engenharia e Ciências Econômicas. O nome da Fundação foi alterado para Fundação Municipal de São João del-Rei pelo Decreto nº 779 de 1973, sendo que as Faculdades de Direito e Medicina não chegaram a se concretizar.
Em dezembro de 1986, as faculdades mantidas pela Fundação Municipal de São João del-Rei, juntamente com a Faculdade Dom Bosco de Filosofia, Ciências e Letras, foram federalizadas e reunidas, tendo a Fundação de Ensino Superior de São João del-Rei (FUNREI), hoje Universidade Federal de São João del-Rei como mantenedora. A FACEAC e a FAEIN foram extintas em 1991, com a entrada em vigor do primeiro estatuto da FUNREI.

## FAEIN
A Faculdade de Engenharia Industrial – FAEIN teve seus cursos de Engenharia de Operações, Engenharia Industrial Elétrica e Engenharia Industrial Mecânica autorizados em 1975 e reconhecidos em 1978. Em 1979 colaram grau os primeiros engenheiros. O curso de Engenharia de Operações encerrou suas atividades no fim da década de 1970.
Segundo Milton Viegas, Tancredo Neves e João Nogueira de Resende destinaram verbas federais, para a instalação dos laboratórios das Faculdades de Engenharia, bem como os Deputados estaduais José Luiz Baccarini e Nelson José Lombardi. 
O processo para a instalação das áreas de Engenharia exigia a instalação de laboratórios e bibliotecas e tudo o que fosse necessário à criação das duas áreas: elétrica e mecânica. 
Cid de Souza Rangel, em reunião no Conselho Curador, discutiu a possibilidade de se emprestar o dinheiro arrecadado para a Faculdade de Medicina à Faculdade de Engenharia, importância que seria reintegrada ao patrimônio da Faculdade de Medicina, tendo em vista que, para a implantação dos laboratórios de Engenharia Elétrica e Mecânica, o Governo Federal custearia 40% do valor total, cabendo à Fundação custear os 60% restantes.

## FACEAC
A Faculdade de Ciências Econômicas, Administrativas e Contábeis – FACEAC foi instalada e o início de suas atividades ocorreu em 1972, sendo que as primeiras turmas de Ciências Econômicas e Administração colaram grau em 16 de julho de 1976.